# Gao Cen
Gao Cen (xinès simplificat:高岑; xinès tradicional: 高岑; pinyin: Gāo Cén) fou un pintor i poeta sota la dinastia Qing. De la seva biografia se saben pocs detalls però es té constància de la seva activitat artística entre els anys 1643 i 1679. Originari de Hangzhou va residir a Jinling, actualment Nanjing.
Pintor paisatgista també va pintar plantes (flors). Es va especialitzar en la petita escala i va ser un innovador pel que fa a la llum i el color. Va ser sensible a les influències occidentals arran de l'arribada dels jesuïtes a Nanjing. Forma part del col·lectiu conegut com Els Vuit Mestres de Jinling.